# Машинописные работы

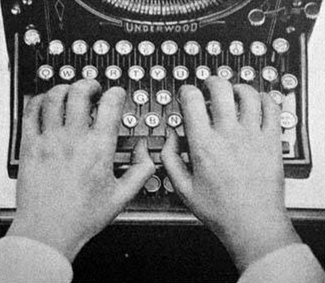
Клавиатура пишущей машинки, которая также имеет раскладку QWERTY

Машинописные рабо́ты (набор текста) — набор текстовых, табличных и цифровых материалов по символам. 
(пишущая машинка,  слепой метод набора)
Машинописные работы выполняются профессиональными машинистками посредством так называемого слепого десятипальцевого способа: текст оригинала пишется (перепечатывается) автоматически без зрительного контроля всеми десятью пальцами, за каждым из которых закреплены определённые клавиши (литеры, знаки) пишущей машинки или клавиатуры.
Средняя скорость набора текста у профессиональной машинистки составляет 350–400 знаков в минуту при средней частоте ошибок — около трёх опечаток на один машинописный лист с двойным интервалом (примерно 1860 знаков). Нормативы по машинописным работам были установлены в официальном документе 1984 года — «Единые нормы времени (выработки) на машинописные работы», который содержал стандарты по скорости, объёму и допустимым ошибкам при выполнении подобных заданий..